# 承恩街道
承恩街道，是中华人民共和国黑龙江省哈尔滨市双城区下辖的一个街道办事处。
2015年3月撤销双城镇，分设承旭、承恩、永治、永和4个街道。

## 行政区划
承恩街道下辖以下地区：
永和村、承恩村、诚顺村和富乡村。